# (6276) Kurohone
(6276) Kurohone (1994 AB) – planetoida z pasa głównego asteroid okrążająca Słońce w ciągu 4,88 lat w średniej odległości 2,88 j.a. Odkryta 1 stycznia 1994 roku.